# R.D. Call
Roy Dana Call (Ogden, 16 febbraio 1950 – 27 febbraio 2020) è stato un attore statunitense.

## Biografia
Nato a Ogden, nello Utah. Ha debuttato in televisione in un episodio di Trapper John. Da allora è apparso in vari film con Leo Penn, Sean Penn, Martin Sheen, Charlie Sheen ed Emilio Estevez, come A distanza ravvicinata, Colors - Colori di guerra, Mi chiamo Sam, Into the Wild - Nelle terre selvagge, Berlino - Opzione zero, La fine del gioco, Stato di grazia, Il mistero dell'acqua e Young Guns II - La leggenda di Billy the Kid. 
È apparso anche in molti film di Walter Hill: come 48 ore, Chi più spende... più guadagna! e Ancora vivo - Last Man Standing. Altri ruoli noti sono Babel, Nato il quattro luglio, Sei solo, agente Vincent, Formula per un delitto e Waterworld.
I suoi crediti televisivi includono Burn Notice - Duro a morire, Cruel Doubt, l'acclamata serie della CBS EZ Streets, La signora in giallo, I cacciatori del tempo e X-Files. Ha interpretato il giudice Andrews nella serie Golden Years di Stephen King.
Ha lavorato anche in teatro in opere come Blackout, The Speed of Darkness, Drift e Good Bobby.
Morì il 27 febbraio 2020, per complicazioni di un intervento chirurgico alla schiena all'età di 70 anni.

## Vita privata
Era originario di una famiglia membra della Chiesa di Gesù Cristo dei Santi degli Ultimi Giorni. Lasciò la Chiesa da adolescente. Sposò Nita Nickerson nella chiesa cattolica di Santa Rosa di Lima, a Layton, Utah, il 14 aprile 1972. I due divorziarono nel 1981.

## Filmografia parziale

### Cinema
- 48 ore (48 Hrs.), regia di Walter Hill (1982)
- Chi più spende... più guadagna! (Brewster's Millions), regia di Walter Hill (1985)
- A distanza ravvicinata (At Close Range), regia di James Foley (1986)
- La fine del gioco (No Man's Land), regia di Peter Werner (1987)
- Colors - Colori di guerra (Colors), regia di Dennis Hopper (1988)
- Berlino - Opzione zero (Judgment in Berlin), regia di Leo Penn (1988)
- Nato il quattro luglio (Born on the Fourth of July), regia di Oliver Stone (1989)
- Young Guns II - La leggenda di Billy the Kid (Young Guns II), regia di Geoff Murphy (1990)
- Stato di grazia (State of Grace), regia di Phil Joanou (1990)
- I soldi degli altri (Other People's Money), regia di Norman Jewison (1991)
- Waterworld, regia di Kevin Reynolds (1995)
- Ancora vivo - Last Man Standing (Last Man Standing), regia di Walter Hill (1996)
- Il mistero dell'acqua (The Weight of Water), regia di Kathryn Bigelow (2000)
- Mi chiamo Sam (I Am Sam), regia di Jessie Nelson (2001)
- Formula per un delitto (Murder by Numbers), regia di Barbet Schroeder (2002)
- Babel, regia di Alejandro González Iñárritu (2006)
- Into the Wild - Nelle terre selvagge (Into the Wild), regia di Sean Penn (2007)
- Follow the Prophet, regia di Robert Chimento (2008)

### Televisione
- Barnaby Jones – serie TV, un episodio (1979)
- La casa nella prateria (Little House on the Prairie) – serie TV, episodio 8x21 (1982)
- Visitors (V) – serie TV, un episodio (1985)
- Trapper John (Trapper John, M.D.) – serie TV, un episodio (1985)
- I cacciatori del tempo (Timestalkers), regia di Michael Schultz – film TV (1987)
- Sei solo, agente Vincent (L.A. Takedown), regia di Michael Mann – film TV (1989)
- Paradise – serie TV, un episodio (1990)
- Golden Years – serie TV, 7 episodi (1991)
- Walker Texas Ranger (Walker, Texas Ranger) – serie TV, 2 episodi (1993-1998)
- La signora in giallo (Murder, She Wrote) – serie TV, un episodio (1994)
- X-Files (The X-Files) – serie TV, un episodio (1994)
- EZ Streets – serie TV, 10 episodi (1996-1997)
- The Practice - Professione avvocati (The Practice) – serie TV, un episodio (1998)
- Un detective in corsia (Diagnosis: Murder) – serie TV, un episodio (1998)
- La vendetta di Logan (Logan's War: Bound of Honor), regia di Michael Preece – film TV (1998)
- In tribunale con Lynn (Family Law) – serie TV, un episodio (2000)
- JAG - Avvocati in divisa (JAG) – serie TV, un episodio (2002)
- Supernatural – serie TV, un episodio (2005)
- Burn Notice - Duro a morire (Burn Notice) – serie TV, un episodio (2012)
- Castle – serie TV, un episodio (2014)

## Doppiatori italiani
Nelle versioni in italiano delle opere in cui ha recitato, R.D. Call è stato doppiato da:
- Piero Tiberi in X-Files, Babel
- Alessandro Rossi in Waterworld, Formula per un delitto
- Ennio Coltorti in EZ Streets, Burn Notice - Duro a morire
- Vittorio Amandola in Sei solo, agente Vincent
- Cesare Barbetti in Nato il quattro luglio
- Elio Zamuto in Stato di grazia
- Gabriele Carrara in La signora in giallo
- Romano Ghini in Ancora vivo - Last Man Standing
- Fabrizio Temperini in Supernatural
- Stefano Thermes in Castle